# Tupolev ANT-1
Il Tupolev ANT-1 (in caratteri cirillici Туполев AHT-1) era un aereo sperimentale monomotore ad ala bassa progettato nello TsAGI da un gruppo di lavoro diretto da Andrej Nikolaevič Tupolev e sviluppato in Unione Sovietica negli anni venti.
Primo velivolo progettato da Tupolev, detiene il primato di primo velivolo ad integrare nella struttura elementi metallici in lega leggera nella storia aeronautica sovietico-russa.

## Storia del progetto
Nel 1921, il dipartimento aeronautico dello TsAGI, ovvero l'istituto centrale di aeroidrodinamica incaricato della ricerca nel campo della fluidodinamica, decise di avviare il progetto di un velivolo che sperimentasse l'uso di parti metalliche per la sua costruzione.
A tale scopo vennero sfruttate le proprietà di una nuova lega metallica leggera, il kolchugalumin, una lega di alluminio così battezzata perché sviluppata negli stabilimenti di Kolchugino, un villaggio nell'allora regione di Vladimir.
Il modello, un velivolo leggero destinato all'aviazione generale da diporto e turismo, iniziò il suo sviluppo con l'istituzione, nell'ottobre 1922, di un'apposita commissione per la costruzione di aerei in metallo presieduta da Tupolev e che ricopriva anche l'incarico di direttore del progetto. Tupolev aveva già iniziato nel 1921 la progettazione e sviluppo di un velivolo leggero convenzionale, con struttura in legno, in quello che sarebbe diventato l'OKB da lui diretto, per cui si decise di unire la finalità dei due progetti creando le premesse per la costruzione del primo aereo metallico della storia aeronautica sovietica, l'ANT-1.
Fu necessario ricalcolare alcuni importanti parametri e programmare nuove prove statiche della struttura a terra ma il disegno rimase sostanzialmente quello originale, un monoplano con ala bassa a sbalzo equipaggiato con un motore radiale Anzani a 6 cilindri in cui il kolchugalumin venne parzialmente utilizzato nella struttura della fusoliera e delle ali.
Il prototipo venne portato in volo per la prima volta il 20 ottobre 1923 ai comandi dell'ingegnere e pilota collaudatore E. I. Pogosskij. L'ANT-1 però, pur rivelandosi un successo tecnologico, risultava sottopotenziato in quanto il propulsore, già utilizzato in precedenza per equipaggiare altri quattro velivoli, tradiva l'anzianità del progetto, lo scarso rendimento ed una congenita tendenza al surriscaldamento. I risultati assoluti nelle prestazioni furono poco rilevanti, consentendo al velivolo di raggiungere in uno dei suoi voli la quota di soli 600 m, ma l'esperienza maturata nella sua realizzazione fornì materiale per le successive realizzazioni.

## Tecnica
L'ANT-1 era un velivolo per l'epoca, per aspetto e dalla struttura, moderno, primo progetto sovietico-russo in cui venne utilizzata una lega leggera, un monoplano monomotore leggero ad ala bassa e carrello fisso destinato all'aviazione generale.
La fusoliera, realizzata con struttura metallica, parzialmente realizzata in kolchugalumin, ricoperta principalmente in tela con parti in fogli di kolchugalumin, presentava un unico abitacolo aperto dotato di un parabrezza destinato al pilota. Posteriormente terminava in un impennaggio classico monoderiva, con un lungo elemento verticale triangolare, ricoperto in tela, raccordato dorsalmente alla fusoliera e piani orizzontali a sbalzo realizzati con struttura in kolchugalumin e caratterizzati dal bordo d'attacco a freccia.
L'ala, montata bassa ed a sbalzo, era a pianta trapezoidale ed a struttura mista, bilongherone in legno con struttura scatolata e con centine in kolchugalumin, dotata di una coppia alettoni, uno per semiala.
Il carrello d'atterraggio era un semplice biciclo anteriore fisso, dotato di grandi ruote collegate da un assale rigido ed integrato posteriormente da un pattino d'appoggio ammortizzato posizionato sotto la coda.
La propulsione era affidata ad un motore aeronautico Anzani, un radiale a sei cilindri posti su un'unica fila e raffreddato ad aria, in grado di erogare una potenza pari a 35 CV (25,7 kW) ed abbinato ad un'elica bipala in legno a passo fisso.

## Impiego operativo
L'ANT-1 venne utilizzato in voli di prova sperimentali almeno fino alla fine del 1924, quando l'impossibilità di prolungare ulteriormente la vita operativa dell'unità motrice sancì di fatto la fine del programma sperimentale. Il velivolo quindi venne messo a terra ed avviato alla sua conservazione come importante reperto dell'evoluzione aeronautica nazionale.

## Esemplari attualmente esistenti
L'ANT-1 risulta essere stato conservato ed esposto nella sala principale dell'assemblaggio dell'OKB 156 Tupolev dal 1932 fino al 1937, anno in cui venne distrutto (o smantellato).